# Geert Mak
Pour les articles homonymes, voir MAK.
Geert Ludzer Mak (né à Flardingue le 4 décembre 1946) est un historien et un journaliste néerlandais qui a publié des livres traitant de l'histoire des Pays-Bas et de l'Europe.

## Biographie
Étudiant en droit constitutionnel et la sociologie à l’Université libre, ainsi qu’à l’Université d'Amsterdam, il sera assistant parlementaire pour le Parti socialiste pacifiste (PSP). De 1975 à 1985, il travailla comme rédacteur en chef de l'hebdomadaire de gauche De Groene Amsterdammer, puis a passé quelques années comme correspondant à l'étranger pour la société de radiodiffusion publique progressiste VPRO. Il travailla également pour le célèbre quotidien national NRC Handelsblad.
Geert Mak a tout d'abord publié plusieurs récits portant sur l'histoire des Pays-Bas : Une petite histoire d'Amsterdam, le Siècle de mon père, et Que sont devenus les paysans ? Jorwerd, village-témoin (1950-2000). Il est devenu en quelques années seulement l'un des écrivains les plus populaires aux Pays-Bas.
Son livre Voyage d'un Européen à travers le XXe siècle (2007), suite chronologique d'événements et d'anecdotes donnant une idée de la vie au cours de ce dernier siècle en divers endroits d'Europe. L’ouvrage qui s'est vendu à plus de 350 000 exemplaires aux Pays-Bas a été traduit en plusieurs langues et a fait l’objet d’une adaptation sous la forme d’une série de documentaires intitulé En Europe présenté par Geert Mak lui-même et cofinancé par le ministère des Affaires intérieures et des Relations au sein du Royaume des Pays-Bas (Ministerie van Binnenlandse Zaken en Koninkrijksrelaties).
En 2022 sort chez Gallimard la suite de cette « histoire du présent », avec Les Rêves d'un Européen au XXIe siècle.
Geert Mak a été nommé par deux fois Historien de l'année aux Pays-Bas.